# 第17回全国中等学校優勝野球大会
第17回全国中等学校優勝野球大会（だい17かいぜんこくちゅうとうがっこうゆうしょうやきゅうたいかい）は、1931年8月13日から8月21日まで甲子園球場で行われた全国中等学校優勝野球大会である。

## 代表校
| 地方大会 | 代表校     | 出場回数     |
| -------- | ---------- | ------------ |
| 北海道   | 札幌商     | 初出場       |
| 東北     | 福岡中     | 2年ぶり4回目 |
| 奥羽     | 秋田中     | 7年ぶり4回目 |
| 北関東   | 桐生中     | 2年連続3回目 |
| 南関東   | 千葉中     | 初出場       |
| 東京     | 早稲田実   | 3年ぶり9回目 |
| 甲神静   | 神奈川商工 | 3年ぶり2回目 |
| 信越     | 長野商     | 6年ぶり2回目 |
| 北陸     | 敦賀商     | 7年連続7回目 |
| 東海     | 中京商     | 初出場       |
| 京津     | 平安中     | 5年連続5回目 |

| 地方大会 | 代表校     | 出場回数      |
| -------- | ---------- | ------------- |
| 紀和     | 和歌山商   | 初出場        |
| 大阪     | 八尾中     | 初出場        |
| 兵庫     | 第一神港商 | 4年ぶり5回目  |
| 山陽     | 広陵中     | 3年ぶり4回目  |
| 山陰     | 大社中     | 10年ぶり3回目 |
| 四国     | 松山商     | 2年連続8回目  |
| 北九州   | 小倉工     | 2年連続2回目  |
| 南九州   | 大分商     | 初出場        |
| 朝鮮     | 京城商     | 初出場        |
| 満洲     | 大連商     | 2年連続9回目  |
| 台湾     | 嘉義農林   | 初出場        |

## 試合結果

### 1回戦

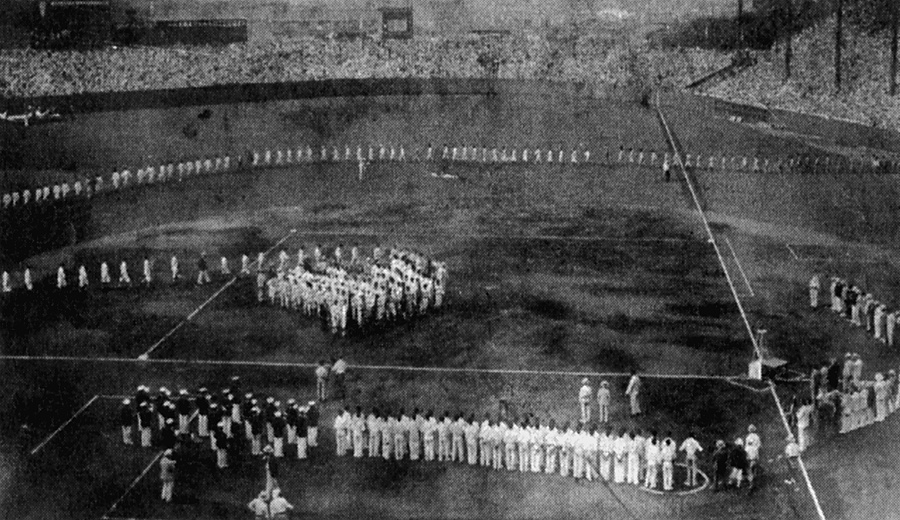
選手入場式（8月13日）

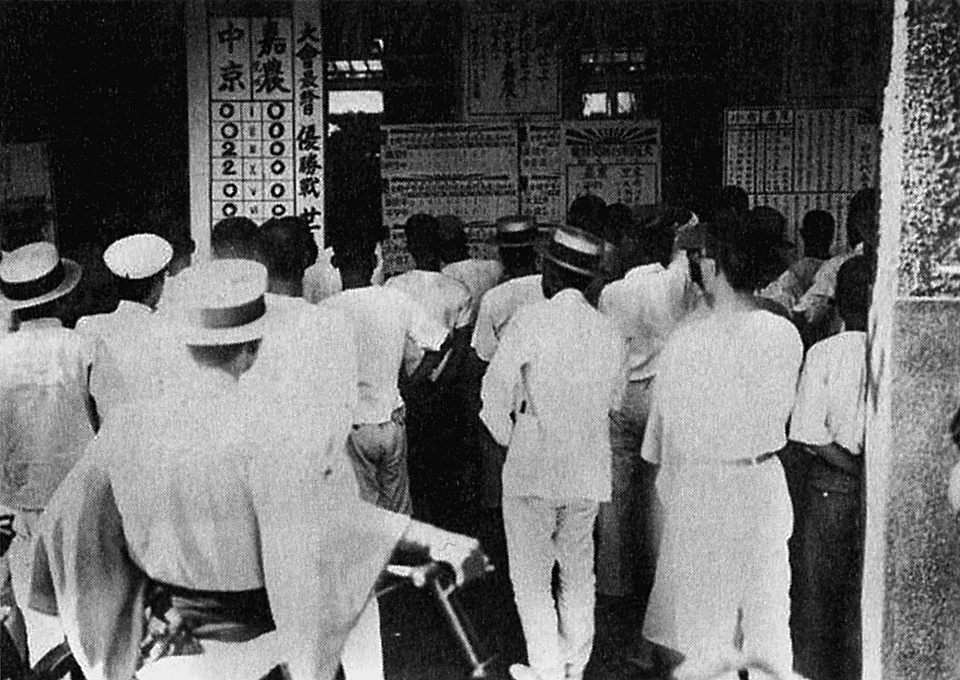
決勝戦当日の台湾・嘉義市の光景

- 広陵中 4 - 1 和歌山商
- 長野商 2 - 1 大分商
- 中京商 4x - 3 早稲田実
- 小倉工 6 - 0 敦賀商
- 秋田中 6 - 0 千葉中
- 平安中 6 - 5 八尾中

### 2回戦
- 松山商 3 - 0 第一神港商
- 大社中 12 - 11 京城商
- 嘉義農林 3 - 0 神奈川商工
- （札幌商 4 - 2 大連商）（4回1死1塁・降雨ノーゲーム）
- 札幌商 10x - 9 大連商
- 桐生中 2 - 0 福岡中
- 広陵中 6x - 5 平安中
- 小倉工 5 - 2 長野商
- 中京商 19 - 1 秋田中

### 準々決勝
- 嘉義農林 19 - 7 札幌商
- 中京商 5 - 3 広陵中
- 小倉工 22 - 4 大社中
- 松山商 3 - 0 桐生中

### 準決勝
- 中京商 3 - 1 松山商
- 嘉義農林 10 - 2 小倉工

### 決勝
|          | 1 | 2 | 3 | 4 | 5 | 6 | 7 | 8 | 9 | R | H  | E |
| -------- | - | - | - | - | - | - | - | - | - | - | -- | - |
| 嘉義農林 | 0 | 0 | 0 | 0 | 0 | 0 | 0 | 0 | 0 | 0 | 6  | 2 |
| 中京商   | 0 | 0 | 0 | 0 | 2 | 0 | 2 | 0 | X | 4 | 11 | 3 |

1. （嘉）：呉 - 東
2. （中）：吉田 - 桜井
3. 審判
［球審］梅田
［塁審］鶴田・水上・川久保

## 大会本塁打
- 第1号：小林正（長野商）
- 第2号：平野保郎（嘉義農林）
- 第3号：植田延夫（小倉工）

## その他の主な出場選手
- 小田野柏（福岡中）
- 伊藤健太郎（千葉中）
- 石井秋雄（千葉中）
- 安永正四郎（早稲田実）
- 星野正男（早稲田実）
- 高橋輝彦（神奈川商工）
- 大沢清（神奈川商工）
- 伊原徳栄（敦賀商）
- 鬼頭数雄（中京商）
- 内海五十雄（平安中）
- 岡村俊昭（平安中）
- 本田親喜（平安中）

- 富永嘉郎（平安中）
- 黒沢俊夫（八尾中）
- 菊矢吉男（八尾中）
- 岸本正治（第一神港商）
- 岩本義行（広陵中）
- 高須清（松山商）
- 三森秀夫（松山商）
- 景浦将（松山商）
- 尾茂田叶（松山商）
- 新富卯三郎（小倉工）
- 薜清（大分商）
- 志手清彦（大分商）

## 映画化
準優勝した台南州立嘉義農林学校野球部の実話が「KANO 1931海の向こうの甲子園」というタイトルで台湾で映画化され、2014年に公開された。

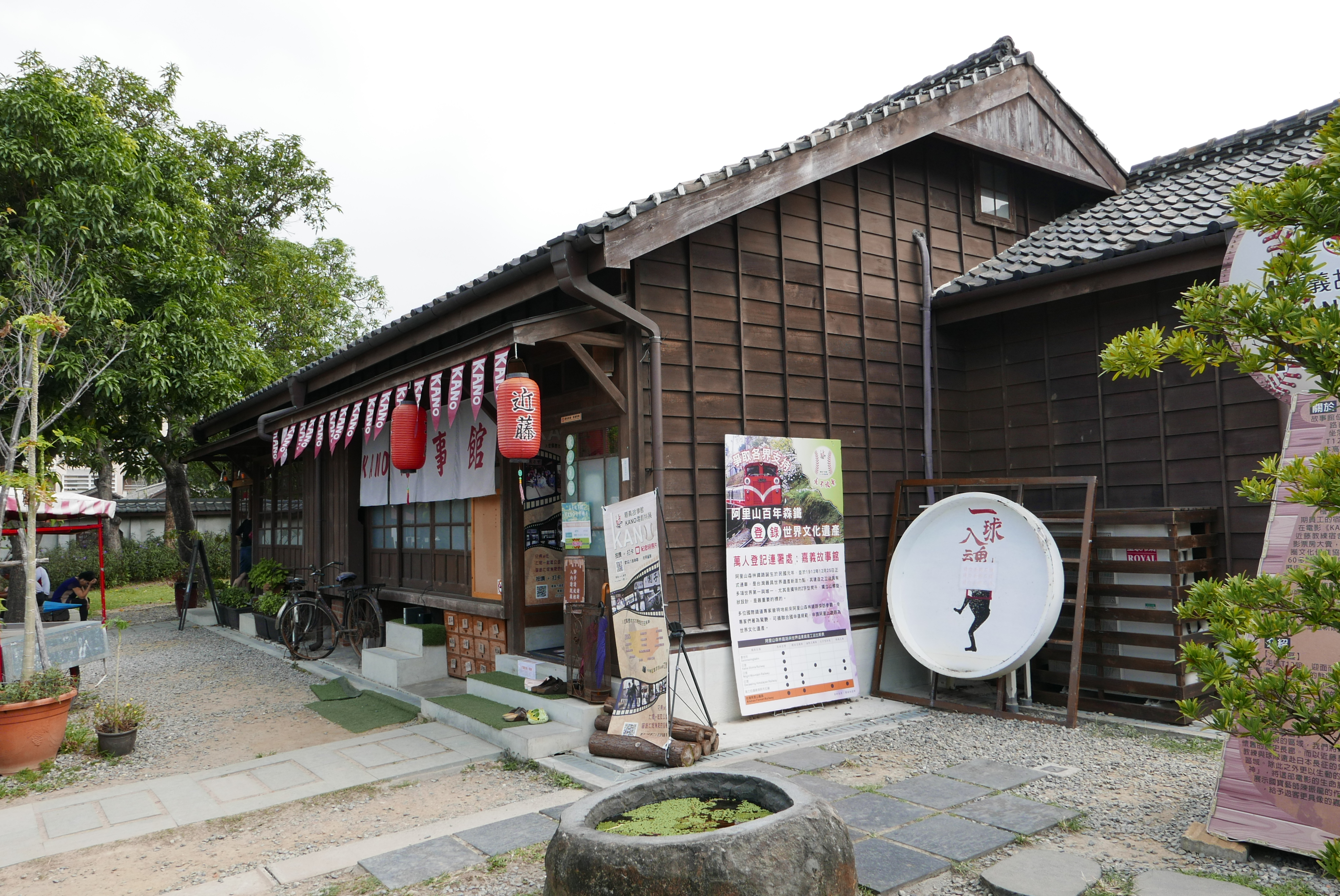
KANO故事館（嘉義市）